# Prefettura di Shigatse
La prefettura di Shigatse o di Xigazê (in cinese: 日喀则地区, pinyin: Rìkāzé Dìqū; in tibetano: གཞིས་ཀ་རྩེ་ས་ཁུལ་, Wylie: gzhis-ka-rtse sa khul) è una prefettura della regione autonoma del Tibet, in Cina.

## Geografia antropica

### Suddivisioni amministrative
La prefettura è suddivisa in una città e diciassette contee:
| Mappa | Mappa                 | Mappa    | Mappa           | Mappa          | Mappa                     | Mappa                    | Mappa            | Mappa          |
| ----- | --------------------- | -------- | --------------- | -------------- | ------------------------- | ------------------------ | ---------------- | -------------- |
|       |                       |          |                 |                |                           |                          |                  |                |
| #     | Nome                  | Hanzi    | Hanyu Pinyin    | Tibetano       | Wylie                     | Popolazione (stima 2003) | Superficie (km²) | Densità (/km²) |
| 1     | Shigatse (città)      | 日喀则市 | Rìkāzé Shì      | གཞིས་ཀ་རྩེ་གྲོང་ཁྱེར། | gzhis ka rtse grong khyer | 90000                    | 3654             | 25             |
| 2     | Contea di Namling     | 南木林县 | Nánmùlín Xiàn   | རྣམ་གླིང་རྫོང་      | rnam gling rdzong         | 70000                    | 8113             | 9              |
| 3     | Contea di Gyantse     | 江孜县   | Jiāngzī Xiàn    | རྒྱལ་རྩེ་རྫོང་       | rgyal rtse rdzong         | 60000                    | 3859             | 16             |
| 4     | Contea di Tingri      | 定日县   | Dìngrì Xiàn     | དིང་རི་རྫོང་       | ding ri rdzong            | 50000                    | 13859            | 4              |
| 5     | Contea di Sa'gya      | 萨迦县   | Sàjiā Xiàn      | ས་སྐྱ་རྫོང་        | sa skya rdzong            | 40000                    | 7510             | 5              |
| 6     | Contea di Lhatse      | 拉孜县   | Lāzī Xiàn       | ལྷ་རྩེ་རྫོང་        | lha rtse rdzong           | 50000                    | 4505             | 11             |
| 7     | Contea di Ngamring    | 昂仁县   | Ángrén Xiàn     | ངམ་རིང་རྫོང་      | ngam ring rdzong          | 50000                    | 20105            | 2              |
| 8     | Contea di Xaitongmoin | 谢通门县 | Xiètōngmén Xiàn | བཞད་མཐོང་སྨོན་རྫོང་ | bzhad mthong smon rdzong  | 40000                    | 13960            | 3              |
| 9     | Contea di Bainang     | 白朗县   | Báilǎng Xiàn    | པ་སྣམ་རྫོང་       | pa snam rdzong            | 40000                    | 2806             | 14             |
| 10    | Contea di Rinbung     | 仁布县   | Rénbù Xiàn      | རིན་སྤུངས་རྫོང་     | rin spungs rdzong         | 30000                    | 2123             | 14             |
| 11    | Contea di Kangmar     | 康马县   | Kāngmǎ Xiàn     | ཁང་དམར་རྫོང་     | khang dmar rdzong         | 20000                    | 6165             | 3              |
| 12    | Contea di Dinggyê     | 定结县   | Dìngjié Xiàn    | གདིང་སྐྱེས་རྫོང་     | gding skyes rdzong        | 20000                    | 5816             | 3              |
| 13    | Contea di Zhongba     | 仲巴县   | Zhòngbā Xiàn    | འབྲོང་པ་རྫོང་      | 'brong pa rdzong          | 10000                    | 43594            | 0              |
| 14    | Contea di Yadong      | 亚东县   | Yàdōng Xiàn     | གྲོ་མོ་རྫོང་        | gro mo rdzong             | 10000                    | 4306             | 2              |
| 15    | Contea di Gyirong     | 吉隆县   | Jílóng Xiàn     | སྐྱིད་གྲོང་རྫོང་      | skyid grong rdzong        | 10000                    | 9009             | 1              |
| 16    | Contea di Nyalam      | 聂拉木县 | Nièlāmù Xiàn    | གཉའ་ལམ་རྫོང་     | gnya' lam rdzong          | 10000                    | 7903             | 1              |
| 17    | Contea di Saga        | 萨嘎县   | Sàgā Xiàn       | ས་དགའ་རྫོང་      | sa dga' rdzong            | 10000                    | 12411            | 1              |
| 18    | Contea di Gamba       | 岗巴县   | Gǎngbā Xiàn     | གམ་པ་རྫོང་       | gam pa rdzong             | 10000                    | 3936             | 3              |